# Elezioni parlamentari in Turkmenistan del 2018
Le elezioni parlamentari in Turkmenistan del 2018 si sono tenute il 25 marzo.

## Risultati
| Liste                                                           | Seggi |
| --------------------------------------------------------------- | ----- |
| Partito Democratico del Turkmenistan                            | 55    |
| Partito degli Industriali e degli Imprenditori del Turkmenistan | 11    |
| Partito Contadino del Turkmenistan                              | 11    |
| Indipendenti                                                    | 48    |
| Totale                                                          | 125   |